# Donato Márquez Azuara
Donato Márquez Azuara är en ort i Mexiko.   Den ligger i kommunen Papantla och delstaten Veracruz, i den sydöstra delen av landet, 220 km nordost om huvudstaden Mexico City. Donato Márquez Azuara ligger 121 meter över havet och antalet invånare är 543.
Terrängen runt Donato Márquez Azuara är huvudsakligen platt, men åt nordväst är den kuperad. Runt Donato Márquez Azuara är det ganska tätbefolkat, med 179 invånare per kvadratkilometer. Närmaste större samhälle är Poza Rica de Hidalgo, 10,0 km väster om Donato Márquez Azuara. Trakten runt Donato Márquez Azuara består till största delen av jordbruksmark.